# Плоткин, Дмитрий Матвеевич
Дмитрий Матвеевич Плоткин (род. 18 апреля 1958 в селе Баган Андреевского района Новосибирской области) — советский и российский следователь, криминалист, поэт, писатель, сценарист, консультант. Автор нескольких поэтических сборников. Награждён орденами и медалями, а также рядом премий в области литературы.

## Биография
Родился в 1958 году в селе Баган Новосибирской области. Отец и мать были педагогами. Матвей Плоткин дружил с Полем Робсоном. Окончив школу работал слесарем на текстильном комбинате. Служил командиром орудийного расчета. Учился и окончил Харьковский юридический институт. В 1982 году, получив диплом, приехал в Рязанскую область, гдё работал стажёром следователя Скопинской прокуратуры. Через три года работы был признан лучшим в профессии. Ему вручили туристическую путевку в качестве награды и именные часы. После возвращения был назначен старшим следователем областной прокуратуры и руководителем оперативно-следственной группы по раскрытию неочевидных убийств. Вёл ряд резонансных дел, в том числе:
«Вначале все уголовные дела были разрозненными, ведь в СССР и произнести такого не могли: как это, у нас — и вдруг организованные бандитские группировки? У нас же не Италия и не Америка! Но пришлось признать их существование, когда в области произошло более 100 убийств».
- Дело серийного убийцы Сергея Кашинцева
- Дело серийного убийцы Вячеслава Маркина
- Дело «старожиловских людоедов»[5]
- Расследования убийств, связанных с «Айрапетовской» и «Слоновской» преступными группировками[6]
- Дело об убийстве своего коллеги, начальника отделения уголовного розыска УВД Тольятти майора милиции Дмитрия Огородникова
- Дело похитителя и насильника Виктора Мохова[7]

### Личная жизнь
Жена — адвокат Серафима Владимировна, адвокат по гражданским делам. Плоткин коллекционирует камни, в его коллекции есть камни из Помпей, с Мертвого моря, из Иерусалима, кристаллы с Нового Афона, которым более миллиона лет.
Дмитрий Плоткин написал несколько книг стихов. Он издал 4 поэтических сборника: «Багряный дождь», «Линия абсурда», «Знак перехода» и «Неземная осень». По собственному признанию, у него 2 полушария — одно пишет обвинительные заключения, второе пишет стихи.

### Награды
- Медаль ордена «За заслуги перед Отечеством» II степени (4 октября 2001 года) — за заслуги в укреплении законности и правопорядка, активную законотворческую деятельность и многолетнюю добросовестную работу[10].
- За литературную деятельность был награждён медалью Пушкина Академии российской словесности.
- В 2007 году Плоткин стал лауреатом Всероссийского литературно-публицистического конкурса «Спасибо тебе, солдат!».
- В 2011 году стал лауреатом международного литературного конкурса Европейской академии естественных наук в Германии.
- В 2014 году стал лауреатом литературной премии имени Якова Полонского в номинации «Поэзия»[11].
- Лауреат конкурса МВД РФ «Щит и перо».
- Орден «Серебряная звезда — общественное признание»[12].
- Почётный житель Кораблинского района.